# Amtsgericht Braunsberg

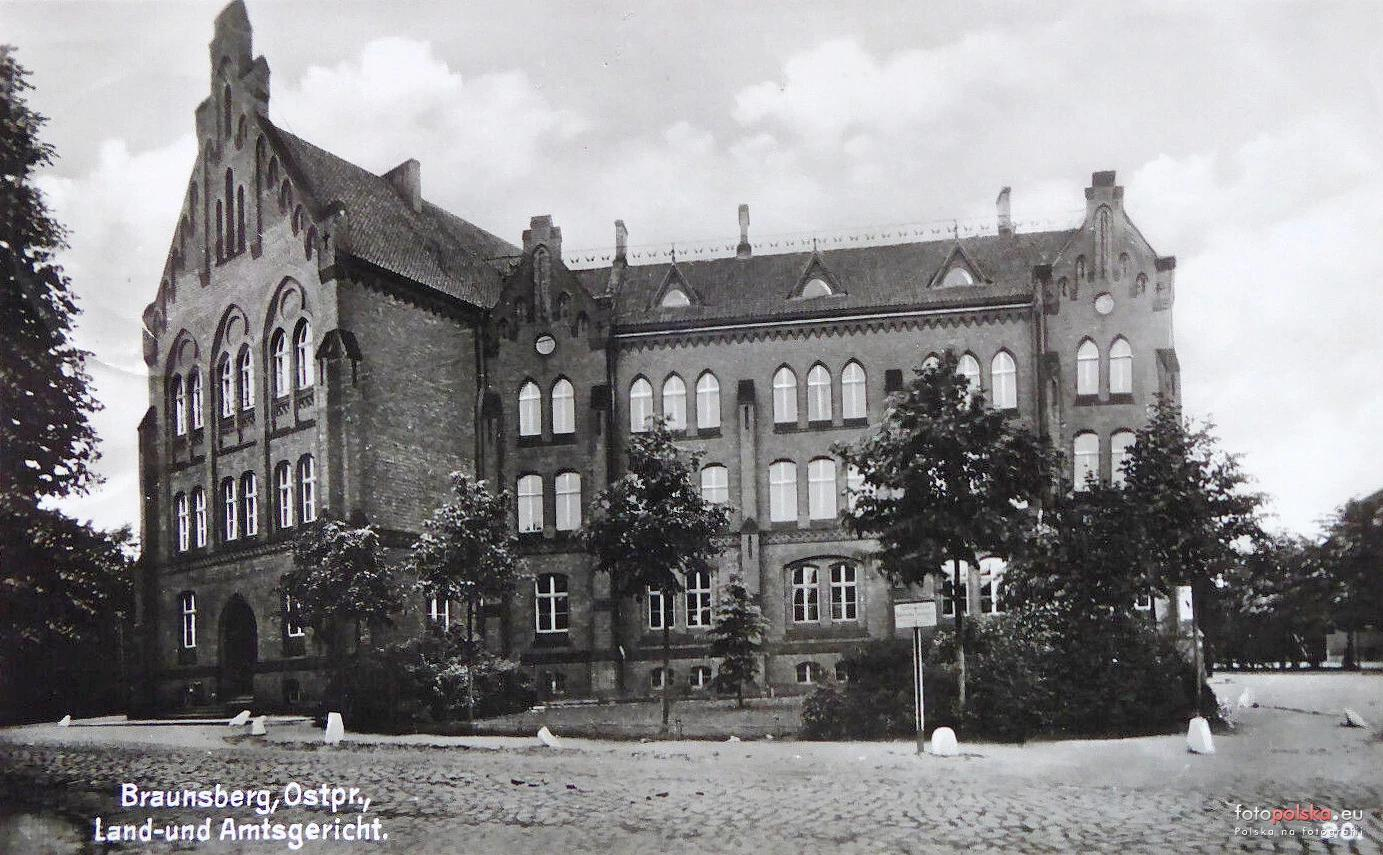
Land- und Amtsgerichtsgebäude im Jahr 1941

Das Amtsgericht Braunsberg war ein preußisches Amtsgericht mit Sitz in Braunsberg, Ostpreußen.

## Geschichte
Das königlich preußische Amtsgericht Braunsberg wurde mit Wirkung zum 1. Oktober 1879 als eines von zehn Amtsgerichten im Bezirk des Landgerichtes Braunsberg im Bezirk des Oberlandesgerichtes Königsberg gebildet. Der Sitz des Gerichtes war Braunsberg. Aufgehoben wurde das Kreisgericht Braunsberg. Sein Gerichtsbezirk umfasste den Kreis Braunsberg ohne den Teil, der den Amtsgerichten Mehlsack und Wormditt zugeordnet war. Am Gericht bestanden 1888 zwei Richterstellen. Das Amtsgericht war damit ein großes Amtsgericht im Landgerichtsbezirk. Gerichtstage wurden in Frauenburg gehalten.
Im Jahre 1945 wurden der Amtsgerichtsbezirk unter polnische Verwaltung gestellt und die deutschen Einwohner vertrieben. Damit endete auch die Geschichte des Amtsgerichtes Braunsberg. Unter polnischer Verwaltung entstand das Sąd Rejonowy w Braniewie (1950–1975: Sąd Powiatowy w Braniewie).

## Gerichtsgebäude
Das Land- und Amtsgerichtsgebäude (heutige Adresse: Ulicy Sądowej 1) wurde von 1878 bis 1879 erbaut. Während des Angriffs sowjetischer Truppen auf die Stadt im Zweiten Weltkrieg vom 5. Februar bis 20. März 1945 wurde das Gebäude weitgehend zerstört. Erst 1959 wurden Sicherungsmaßnahmen vorgenommen und von 1969 bis 1974 eine Generalsanierung des Gebäudes durchgeführt. Danach wurde es wieder als Gericht genutzt. Am 30. November 1994 wurde die Anlage unter der Nummer 406/94 in die Denkmalliste eingetragen. Im Jahr 2015 wurde das Gerichtsgebäude renoviert und das Erscheinungsbild der Fassade aus dem 19. Jahrhundert wiederhergestellt.